# Вермелтфорт, Кун
Кун Вермелтфорт (нидерл. Coen Vermeltfoort, род. 11 апреля 1988 в Хесвейке, Нидерланды) — голландский профессиональный шоссейный велогонщик. С 2019 года выступает за континентальную команду «Alecto Cycling Team».

## Достижения
2007
3-й Гран-при Верегема
1-й — Этап 5 Олимпия Тур
2008
1-й Тур Дренте
1-й Париж — Рубе U23
1-й — Этапы 1 & 2 Тур Бретани
1-й — Этапы 1 & 3 Олимпия Тур
1-й — Этап 5 Гран-при Вильгельма Телля
1-й — Этап 3 Тур де л’Авенир
2010
1-й Зеллик — Галмарден
2-й Олимпия Тур
1-й — Этапы 4 & 6
2-й Омлоп дер Кемпен
3-й Дварс дор Дренте
2013
1-й Мемориал Арно Валларда
1-й Гран-при 1-го мая
1-й — Пролог Олимпия Тур
1-й — Пролог (КГ) Тур Португалии
2014
Флеш дю Сюд
1-й  Очковая классификация
1-й — Этапы 1, 3 & 4
Олимпия Тур
1-й  Спринтерская классификация
1-й — Пролог
1-й — Этап 4 Кольцо Арденн
2-й Тур Оверейссела
2-й Слаг ом Норг
2-й Классика Бреды
3-й Омлоп ван хет Хаутланд
2015
2-й Де Кюстпейл
3-й Омлоп ван хет Хаутланд
3-й Тур Оверейссела
2016
2-й Стер ван Зволле
3-й Дорпеномлоп Рюкфен
2017
2-й Натионале Слёйтингспрейс
2018
2-й Элфстеденронде
3-й Трофео Пальма
2019
1-й Слаг ом Норг
1-й Стер ван Зволле